# Pouso Alegre de Baixo
Pouso Alegre de Baixo é um distrito do município brasileiro de Jaú, no interior do Estado de São Paulo, mas que ainda não está cadastrado na Divisão Territorial Brasileira do IBGE por não possuir uma representação cartográfica encaminhada à instituição pelo poder público municipal.

## História

### Formação administrativa
- Lei Municipal nº 3.026 de 01/12/1995 - Dispõe sobre criação do Distrito de Pouso Alegre de Baixo[4].

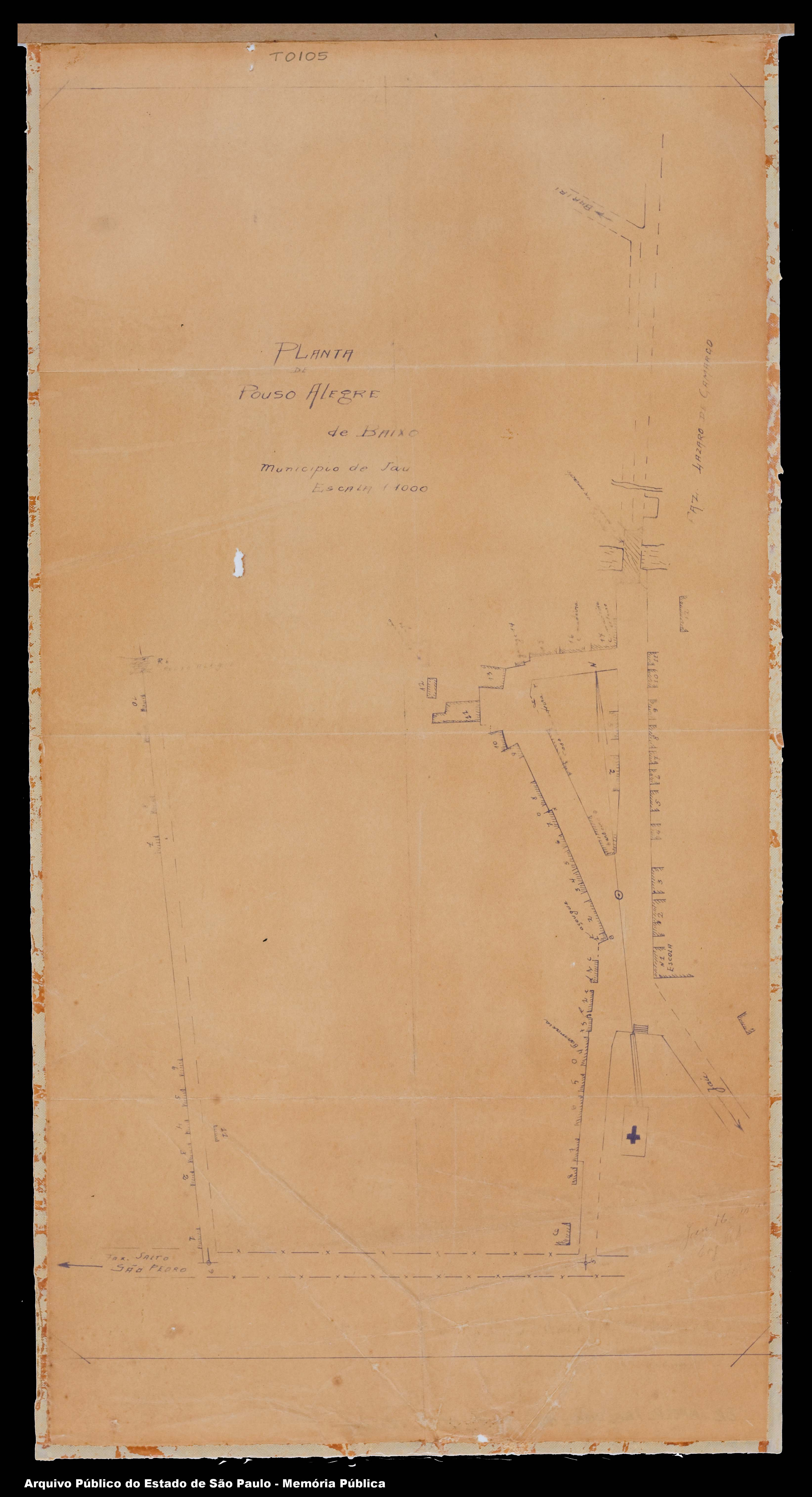
Planta da área urbana original.

## Geografia

### Demografia

#### População urbana
| Crescimento população urbana | Crescimento população urbana | Crescimento população urbana | Crescimento população urbana |
| Censo                        | Pop.                         |                              | %±                           |
| ---------------------------- | ---------------------------- | ---------------------------- | ---------------------------- |
| 1991                         | 187                          |                              | —                            |
| 2000                         | 291                          |                              | 55,6%                        |
| 2010                         | 363                          |                              | 24,7%                        |
| Fonte: IBGE e Fundação SEADE |                              |                              |                              |

Até o Censo 2010 (IBGE) Pouso Alegre de Baixo era classificado pelo IBGE como área urbana isolada do distrito sede.

### Rodovias
O principal acesso ao distrito é a Rodovia Dep. Leônidas Pacheco Ferreira (SP-304).

## Serviços públicos

### Registro civil
Feito na sede do município, pois o distrito não possui Cartório de Registro Civil das Pessoas Naturais.

### Saneamento
O serviço de abastecimento de água é feito pela Águas de Jahu.

### Energia
A responsável pelo abastecimento de energia elétrica é a CPFL Paulista, distribuidora do Grupo CPFL Energia.

## Religião
O Cristianismo se faz presente no distrito da seguinte forma:

### Igreja Católica
- A igreja faz parte da Diocese de Jaú[12].